# José González Bande
José González Bande (f. 1858) fue un pintor e ilustrador español.

## Biografía

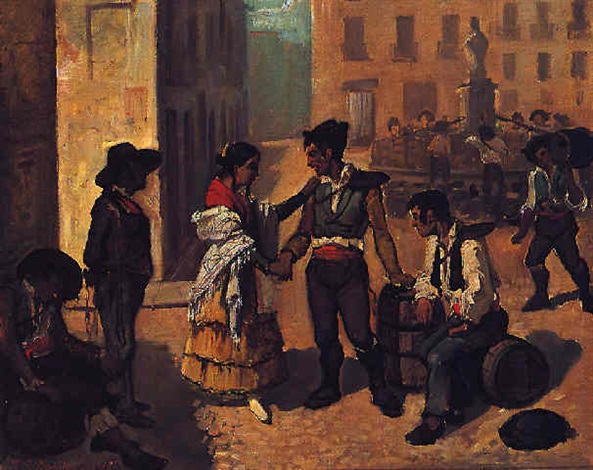
Escena madrileña

Pintor madrileño discípulo de la Academia de San Fernando, en la Exposición Nacional de Bellas Artes celebrada en Madrid en 1856 presentó los cuadros La venta de un burro por unos gitanos, Interior de un cuarto de gallegos (propiedad ambos que fueron del general Caradoc), Dos retratos, El camino de la gloria artística y Un gaitero. Los dos últimos fueron adquiridos por el Gobierno y pasaron a figurar en el Museo Nacional. En 1854 pintó varias Vistas de Andalucía para el embajador británico en Madrid. González Bande, que también colaboró en varias publicaciones ilustradas, falleció en enero de 1858.